# Hans Huisinga
Johannes Wilhelmus (Hans) Huisinga (Hilversum, 12 mei 1950) is een Nederlands roeier. Hij nam eenmaal deel aan de Olympische Spelen, maar won bij die gelegenheid geen medailles.
In 1972 maakt hij op 22-jarige leeftijd zijn olympisch debuut op de Spelen van München. Via 6.13,03 in de eerste ronde en 6.31,70 in de halve finale moesten ze met een plek in de kleine finale genoegen nemen. Daar finishte ze derde in 6.23,55 en eindigden zodoende negende overall. Wel wint hij twee jaar later met een roeiteam de prestigieuze Varsity-race
In zijn actieve tijd was hij aangesloten bij de Groningse studentenroeivereniging Aegir. Hij werkte voor de firma Hoek Loos en was van 2000-2002 directeur van de Nederlandse Spoorwegen.

## Palmares

### roeien (acht met stuurman)
- 1972: 3e B-finale OS - 6.23,55

Henk Rouwé · 
Jannes Munneke · 
Frank Mulder · 
Hans Huisinga · 
Jan van der Vliet · 
Herman Eggink · 
Bram Tuinzing · 
Pieter Hendrik Offens · 
Rutger Stuffken (stuurman)